# Gabrovo
Gabrovo (în bulgară Габрово) este un oraș  în Obștina Gabrovo, Regiunea Gabrovo, Bulgaria.

## Demografie
Componența etnică a orașului Gabrovo
     Bulgari (91,98%)
     Nicio identificare (6,3%)
     Altele (1,96%)
La recensământul din 2011, populația orașului Gabrovo era de 58.950 locuitori. Din punct de vedere etnic, majoritatea locuitorilor (91,98%) erau bulgari. Pentru 6,3% din locuitori nu este cunoscută apartenența etnică.

## Personalități născute aici
- Todor Burmov (1834 - 1906), politician, fost prim-ministru.